# Popioły czasu
Popioły czasu (Ashes of Time) – hongkoński film z 1994 roku w reżyserii Wong Kar-Waia. Scenariusz tego filmu Wong Kar-Wai bardzo luźno oparł na przygodach czterech bohaterów jednej z powieści Louisa Cha. Mimo że film ten nie był zbyt dobrze przyjęty przez widzów (i przyniósł wysokie straty), wielu krytyków twierdzi, iż jest to jeden z najlepszych filmów reżysera. W 2008 reżyser dokonał znacznych zmian w filmie (głównie w montażu) tworząc Popioły czasu: Powrót.

## Nagrody i nominacje
- 1995 Hong Kong Film Award (zwycięzca w 3 kategoriach, nominowany w 6)
- 1994 Międzynarodowy Festiwal Filmowy w Wenecji
  - zwycięzca: Nagroda Specjalna Jury
  - zwycięzca: Najlepsze Zdjęcia (Christopher Doyle)